# Oude Tibetaanse kroniek

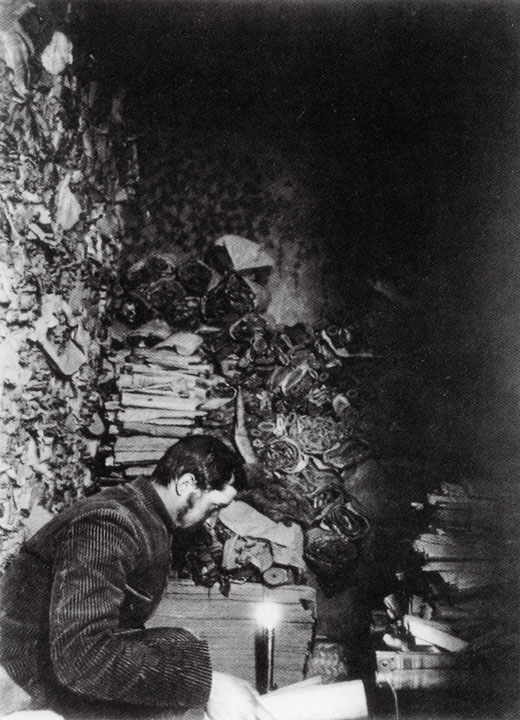
Paul Pelliot onderzoekt de manuscripten in de Mogao-grot 17

De Oude Tibetaanse kroniek bestaat uit twee manuscripten en een aantal fragmenten die werden gevonden in een van de Mogao-grotten nabij Dunhuang.  Net als veel andere Tibetaanse documenten uit Dunhuang is de kroniek geschreven op de achterkant van vellen waar al een soetra in het Chinees op geschreven stond.
De documenten bevinden zich in de Bibliothèque nationale de France in Parijs en staan vermeld als Pelliot tibétain 1286 and Pelliot tibétain 1287. De eerste vertalers van de kroniek, Jacques Bacot  en Charles Toussaint, beschouwden in 1945 de documenten als twee aparte, te onderscheiden teksten. Bij hedendaagse tibetologen is er consensus dat het gaat om twee delen van één origineel manuscript.

## De vondst van de kroniek
Het grootste deel van de vroegste Tibetaanse documenten is een deel van de manuscripten van Dunhuang. Dunghuang lag op een kruispunt waar delen van de Zijderoute weer bij elkaar kwamen. Het was dan ook een belangrijke handelsplaats en entrepot. De grote hoeveelheid Tibetaanse documenten heeft alles te maken met de Tibetaanse bezetting van dit deel van de Zijderoute tussen 780 en 850. Ook na deze periode bleef in Dunhuang en omgeving het Tibetaans nog ruim honderd jaar de lingua franca.
De manuscripten zijn in 1900 ontdekt door de monnik Wang Yuanlu die zich had opgeworpen als beheerder van de honderden Mogao-grotten en met zeer beperkte middelen enkele daarvan trachtte te restaureren. Hij trof ongeveer 50.000 manuscripten aan in een grot, die kort na 1002 moet zijn afgesloten.
In 1908 en 1909 wisten Aurel Stein en Paul Pelliot omvangrijke collecties manuscripten hiervan te bemachtigen. Op de terugreis naar Parijs liet Pelliot in 1909 in Peking enkele documenten aan Chinese geleerden zien. Die informeerden de Chinese regering. Deze gaf het bevel alle nog resterende documenten naar Peking te zenden. Dat bevel werd niet geheel uitgevoerd. Als gevolg daarvan werden er in de jaren daarna ook nog kleinere hoeveelheden documenten verkocht aan Russische en Japanse onderzoekers.

## De inhoud van de kroniek

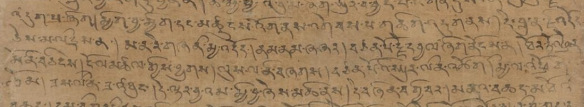
Het tekstdeel in de Oude Tibetaanse kroniek, waarin een moeder die afstand doet van haar kind pleit voor het op aarde begraven van Drigum Tsenpo. Voor de vertaling, zie

De kroniek bestaat uit een verzameling van epische verhalen, gedichten en liederen alsmede een aantal lijsten. Daaronder die van de koningen van Yarlung en later het Tibetaanse rijk alsmede een lijst van ministers.
De lijst van koningen is volledig en loopt van Nyatri Tsenpo tot en met Langdarma (r.841-842). In de tekst wordt bij meeste koningen tot de eenendertigste (Takri Nyenzig) weinig tot niets vermeld. Uitzonderingen zijn onder meer Nyatri Tsenpo, Drigum Tsenpo, Totori Nyantsen. Over deze koningen worden in de kroniek in uitvoerige legendes verhaald. Die legendes geven geen strikt feitelijke en historisch betrouwbare informatie, maar illustreren wel een cultuurhistorische ontwikkeling in het koningschap en het land. Vanaf Namri Songtsen (rond 600) gaat de kroniek historische feiten vermelden die ook bekend zijn uit andere bronnen.
In de kroniek alsmede in de klassieke Tibetaanse geschiedschrijving wordt sterk de nadruk gelegd op de goddelijke herkomst van de koningen en de monarchie. De koning was echter geen absolute vorst, maar regeerde als een primus inter pares , die slechts zeker kon zijn van zijn positie zolang de clanleiders hem wensten te ondersteunen. Allianties door huwelijken speelden daarbij een enorme rol. Al voor de periode van het Tibetaanse rijk bestond er een gebruik, waarbij een aantal van de belangrijkste clans steeds in een rotatiesysteem een vrouw konden leveren aan de koning die bestemd was een troonopvolger te baren. In de kroniek worden vanaf de periode van  Totori Nyantsen (r.begin vijfde eeuw) de vrouwen vermeld, die de troonopvolger baarden met de naam van de clan waar zij uit afkomstig waren. De in het Tibetaanse rijk vaak gebruikte titel Zhanglön voor de hoogste adellijke rangen, betekent dan ook minister die zowel schoonvader als grootvader van de zijde van de moeder is.
De kroniek geeft ook in andere delen aan hoe belangrijk die relatie tussen de koning en de clanleiders was. Het tweede hoofdstuk van de kroniek is geheel gewijd aan een opsomming van de belangrijkste ministers vanaf de periode van Zanam Zindé (Als dit een historische persoon is geweest, moet die periode ongeveer in het begin van de tweede eeuw worden gedateerd.) De lijst loopt door tot aan de ministers van Langdarma. De meeste ministers worden beschreven in termen van bijvoorbeeld zeer wijs. Bij een aantal ministers, zoals Gar Tongtsen worden hun daden uitvoerig beschreven. Met enige geringe afwijkingen is de opsomming en de datering van de ministers consistent met de ministers, die genoemd worden in de Tibetaanse annalen.
In de literatuur van de bönreligie is een enigszins vergelijkbare, veel later geschreven tekstverzameling de Dragpa lingdrag (Wylie: bsGrags pa gling grags).

## Chronologische problemen

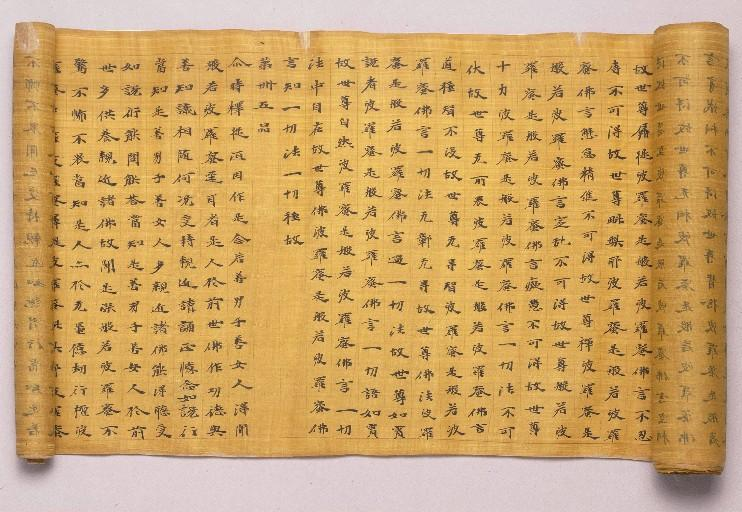
De kroniek was geschreven op de achterkant van vellen waar al een soetra in het Chinees stond

De datering van een aantal gebeurtenissen in de kroniek heeft onder tibetologen in het verleden tot een hevig debat geleid. De belangrijkste is, dat in de kroniek de verovering van het koninkrijk Zhangzhung door het Tibetaanse rijk gedateerd wordt in de periode van Trisong Detsen (755-797). Het is met name Géza Uray die heeft aangetoond dat dit niet juist kan zijn. Die verovering vond plaats in de periode van Songtsen Gampo (605-650). Het is duidelijk, dat in de in Dunhuang gevonden versie gesneden moet zijn. Tijdens het weer aan elkaar plakken van de vellen, moet per abuis het deel over de verovering van Zhangzhung in een onjuist deel zijn terechtgekomen.

## Ouderdom van de kroniek
De in Dunhuang gevonden versie van de kroniek moet na 842 geschreven zijn, omdat die ook de periode van Langdarma (841 -842) vermeldt.
Er zijn een aantal verschillen met de Tibetaanse annalen die de jaren van 641 - 748 beschrijven. De oorspronkelijke tekst van de annalen moet globaal geschreven zijn in de periode waarin de gebeurtenissen daadwerkelijk plaatsvonden. De tekst van de annalen is ook veel zakelijker dan het epische karakter van de kroniek. De historische betrouwbaarheid van de annalen is ook groter dan die van de kroniek.
De meeste hedendaagse tibetologen neigen naar de mening, dat ook de oorspronkelijke versie van de kroniek in het midden van de negende eeuw en waarschijnlijk in Dunhuang moet zijn opgesteld.